# Lourenço do Rosário
Lourenço Joaquim da Costa Rosário, kurz Lourenço do Rosário, (* 1949 in Marromeu, Provinz Sofala, Portugiesisch-Ostafrika) ist ein mosambikanischer Literaturwissenschafter sowie Gründer und ehemaliger Rektor der Politechnischen Universität Maputo (1995–2017).

## Leben

### Jugend und Ausbildung
Lourenço do Rosário wurde 1949 in der Kleinstadt Marromeu in der zentralmosambikanischen Provinz Sofala der damaligen portugiesischen Kolonie Mosambik geboren. Sein Vater war als Vorarbeiter in einer Zuckerrohrplantage tätig. Im Alter von sechs Jahren zog Rosário zusammen mit seinem Vater nach Malawi, dort konnte er jedoch nicht adäquat aufgrund der Unterschiede zwischen dem portugiesischen und britischem Schulsystem anschließen, sodass sein Vater ihn nach Luabo (Provinz Zambézia, Mosambik) zurückgeschickte, um dort die Schulausbildung fortzusetzen.

### Akademische Karriere
Nach seiner Ausbildung absolvierte Rosário den portugiesischen Wehrdienst von 1970 bis 1973. Anschließend zog er in die Hauptstadt Lourenço Marques (heute Maputo), wo an der Escola Preparatória do Noroeste unterrichtete. Im Zuge der Nelkenrevolution, der damit verbundenen Unabhängigkeit Mosambiks und der Aufforderung der regierenden FRELIMO an alle Portugiesen das Land zu verlassen, entstand ein großer Bedarf an Lehrerinnen und Lehrer an den Schulen des Landes. Daraufhin wurde er an die größte Sekundarschule des Landes, Escola Secundária Josina Machel versetzt, ab 1975 war er Vorsitzender des Leitungsrates der Schule. Er leitete die Sekundarschule bis 1977, bis er als Dozent an die Eduardo-Mondlane-Universität versetzt wurde und dort bis 1979 dozierte. Anschließend leitete er das zur Universität gehörende Centro 8 de Março bis 1982.
In dieser Zeit gehörte Rosário auch zu einer kleinen Verhandlungsgruppe, deren Aufgabe es war für mosambikanische Studierende Stipendium im Ausland zu organisieren. In der ersten Verhandlungsrunde 1980 in Portugal gelang es der Gruppe zunächst eine Finanzierung der Gulbenkian-Stiftung für fünf Stipendien einzuwerben, drei für ein Studium in Portugal, zwei im Vereinigten Königreich. Rosário selbst studierte mit einem der Stipendien von 1980 bis 1983 Romanistik (Portugiesisch/Französisch) an der Universität Coimbra.
Nach Abschluss seines Studiums weigerte sich Rosários Ehefrau nach Mosambik zurückzukehren, das in den 1980er Jahren von Hungersnöten und Dürreperioden geplagt war. Da er sich dem Wunsch seiner Frau anschloss, wurde er trotz seiner Bitten von der Maputoer Universität gekündigt. Rosário unterrichtete daraufhin an der Universidade Nova in Lissabon. 1987 promovierte er in luso-afrikanischer Literaturwissenschaft, ebenfalls an der Universität Coimbra. Seine Dissertation behandelte den Prozess der Geschichtstransformation in der mündlichen Erzählung.
1988 kehrte Rosário zurück nach Maputo, und begann zunächst als Gastdozent an der Eduardo-Mondlane-Universität auf Einladung des Rektors Rui Baltazar zu unterrichten. 1994 kehrte er endgültig zurück.

### Gründung der ISPU
Nach seiner Rückkehr widmete sich Rosário seinem langgehegten Wunsch eine Hochschule neben der Eduardo-Mondlane-Universität zu gründen. Nach Gesprächen mit dem damaligen Staatspräsidenten Joaquim Chissano, der ihm jedoch keine finanzielle Unterstützung anbieten konnte, gelangt es ihm verschiedene Finanzierung einzuwerben. 1995 gründete er damit die erste private – nicht staatliche und nicht kirchliche – Hochschuleinrichtung Mosambiks, das Instituto Superior Politécnico e Universitário (ISPU), später als Universidade A Politécnica genannt. Der Einrichtung stand er seit ihrer Gründung bis September 2017 als Rektor vor. Sein Nachfolger wurde Narciso Matos.
Neben seiner Dozenturen in Lissabon und Maputo gastierte Rosário an verschiedenen weiteren Universitäten, unter anderem der Universität Hamburg, der Universität Mailand und der Bundesuniversität von Minais Gerais. Seine Forschungsschwerpunkte liegen vor allem im Bereich der mündlichen afrikanischen Erzählung und der Literaturkritik.

### Politisches Engagement
Abseits seiner akademische Karriere beriefen die beiden größten Parteien des Landes, FRELIMO und RENAMO, Rosário zu einem der Mediatoren für den teils gewaltsamen Konflikt zwischen beiden Parteien ab 2013. Auch kritisierte er öffentlich die FRELIMO für ihre Rolle in dem Konflikt, unter anderem hätte diese den Hass auf den später ermordeten franko-mosambikanischen Juristen Gilles Cistac unterbinden müssen.